# Schmiedefeld (Lichtetal)
Schmiedefeld é uma localidade e antigo município da Alemanha localizado no distrito de Saalfeld-Rudolstadt, estado de Turíngia. Desde 1 de janeiro de 2019, forma parte do município de Saalfeld/Saale.
Pertence ao Verwaltungsgemeinschaft de Lichtetal am Rennsteig.